# امامزاده سلطان مهدی
امامزاده سلطان مهدی مربوط به دوران‌های تاریخی پس از اسلام است و در دهدشت، بعد از میدان مرکزی شهر واقع شده و این اثر در تاریخ ۲۵ اسفند ۱۳۷۹ با شمارهٔ ثبت ۳۵۶۸ به‌عنوان یکی از آثار ملی ایران به ثبت رسیده است.